# Người Karelia
Người Karelia (tiếng Karelia: Karjalaižet, Karjalazet, Karjalaiset, tiếng Phần Lan: Karjalaiset, tiếng Thụy Điển: Kareler, Karelare, tiếng Nga: Карелы, Karely) là một nhóm dân tộc có vùng cư trú ở khu vực lịch sử Karelia thuộc vùng Bắc Âu, hiện ở ranh giới giữa Phần Lan và Nga. Người Karelia sống ở Karelia thuộc Nga được coi là nhóm dân tộc riêng biệt. Họ có liên quan chặt chẽ với người Karelia ở Phần Lan, những người hiện được coi là một tập hợp con của người Phần Lan. Sự khác biệt này trong lịch sử nảy sinh từ việc Karelia đã bị tranh giành và cuối cùng bị chia cắt giữa Thụy Điển và Novgorod, dẫn đến việc người Karelia thuộc về các vùng văn hóa khác nhau.
Ở Nga người Karelia chủ yếu sống ở Cộng hòa Karelia, và ở các vùng phía tây bắc liền kề khác của đất nước. Theo truyền thống họ nói tiếng Karelia và theo Chính thống giáo phương Đông. Ngoài ra còn có những cộng đồng Karelia đáng kể ở các tỉnh Tver và Novgorod, do họ di cư đến những vùng này sau chiến tranh Nga-Thụy Điển 1656-1658.
Ở Phần Lan người Karelia Phần Lan truyền thống sống ở các vùng Savonia, Karelia Bắc và Karelia Nam. Khi Phần Lan phải nhượng các phần của Karelia cho Liên Xô trong Thế chiến thứ hai, những người Karelia Phần Lan sơ tán và định cư ở những nơi khác ở Phần Lan. Theo truyền thống họ nói tiếng Karelia. Tuy nhiên, do tiếng Karelia không được chính phủ Phần Lan công nhận là ngôn ngữ riêng của mình cho đến gần đây, hầu hết người Karelia không có lựa chọn nào khác ngoài việc học tiếng Phần Lan và hiện nay chủ yếu nói phương ngữ Karelia của Phần Lan.